# Alexander Macklin
Alexander Hepburne Macklin (1889 – 21 mars 1967), était un médecin britannique qui accompagna sir Ernest Shackleton dans son expédition en Antarctique en 1914-1917. En 1922, il était également avec lui au cours de son ultime expédition à bord du Quest.

## Jeunesse
Macklin est né en 1889 en Inde, où son père exerçait comme médecin. Quand sa famille revint s'installer en Angleterre ce fut dans les îles Scilly. Il suivit sa scolarité au Plymouth College puis à l'Université de Londres. Après quelques mois comme matelot de pont il poursuivit son cursus à l'université Victoria de Manchester, où il finit par obtenir le titre de docteur en médecine.

## Expédition en Antarctique
Peu de temps après l'obtention de son titre, il fit acte de candidature pour faire partie de l'équipe de Shackleton et fut retenu. En sus de sa charge de chirurgien, il se vit confier les chiens de traîneau et la conduite de la meute d'un des traîneaux. L'Endurance se retrouva prisonnier des glaces et finit par être broyé, contraignant Shackleton à conduire ses hommes sur la glace jusqu'à l'océan  pour atteindre en canot l'île de l'Éléphant. Quand le bateau était pris dans les glaces les chiens de son traîneau ne chômaient pas. Il ramenait régulièrement des phoques chassés pour leur viande, et lorsque les hommes s'élancèrent pour une longue marche sur la glace, lui et les autres équipages étaient envoyés à Ocean Camp (le camp établi près du navire) pour aller cherche des vivres. Tous les chiens finirent par être abattus mais les siens le furent en dernier.
Après avoir mis pied à terre sur l'île de l'Éléphant, Shackleton et cinq hommes partirent chercher de l'aide en Géorgie du sud à bord d'un canot appelé le James Caird. Macklin et James McIlroy, le deuxième chirurgien, étaient laissés sur l'île dans la mesure où Shackleton savait que leurs compétences seraient davantage utiles sur l'île que sur le canot : Lewis Rickinson souffrait de faiblesse cardiaque, Hubert Hudson souffrait de dépression. Perce Blackborow avait attrapé une gangrène aux orteils et peu de temps après le départ du James Caird, Macklin et McIlroy furent contraints de lui amputer tous les orteils du pied gauche. Macklin lui administra du chloroforme pour l'anesthésie pendant que McIlroy opérait. Comme presque tous les membres du groupe, Macklin reçut la Polar Medal pour ses efforts au cours de l'expédition.

## Après l'expédition
À son retour en Angleterre, Macklin fut nommé au sein du Royal Army Medical Corps. Au cours de la Première Guerre mondiale, il servit sur les champs de bataille en France, en Russie et en Italie. Il gagna la Military Cross pour "courage dans le secours aux blessés sous le feu de l'ennemi" en Italie.
Parmi les anciens membres de l'équipage de l'Endurance Worsley, Hussey, Wild, McIlroy, Kerr, MacLeod et Charles Green, Shackleton invita Macklin à se joindre à lui pour l'expédition qu'il comptait mener en 1922 à bord du Quest. Shackleton n'avait pas de plan particulier. Le navire partit de Rio de Janeiro puis fit voile vers la Géorgie du sud. Shackleton souffrait de douleurs dans la poitrine mais, malgré les exhortations de Macklin, refusait de se reposer. À Rio, Shackleton avait eu une attaque cardiaque mais avait refusé que Macklin l'examine. Le navire atteignit la Géorgie du sud le 4 janvier 1922. Tôt le matin du 5 janvier, Macklin fut appelé dans la chambre de Shackleton qui venait d'avoir une nouvelle attaque. Ce dernier mourut quelques instants après son arrivée. En tant que médecin de bord, ce fut Macklin qui prépara le corps pour l'enterrement en Géorgie du sud.
En 1926, Macklin ouvrit un cabinet de médecin à Dundee, dans lequel il devait exercer 21 années. Au cours de la Seconde Guerre mondiale, il servit dans le Medical Corps in East Africa comme lieutenant-colonel. Il fut décoré de la Territorial Decoration et fut un peu plus tard reçu Officer of the Most Excellent Order of the British Empire.
Il s'est marié avec Jean en 1948 et a déménagé à Aberdeen où il travailla dans les différents hôpitaux de la ville avant de prendre sa retraite en 1960. Ils ont eu deux fils. Il s'est éteint le 21 mars 1967.